# Wir Kinder aus Bullerbü

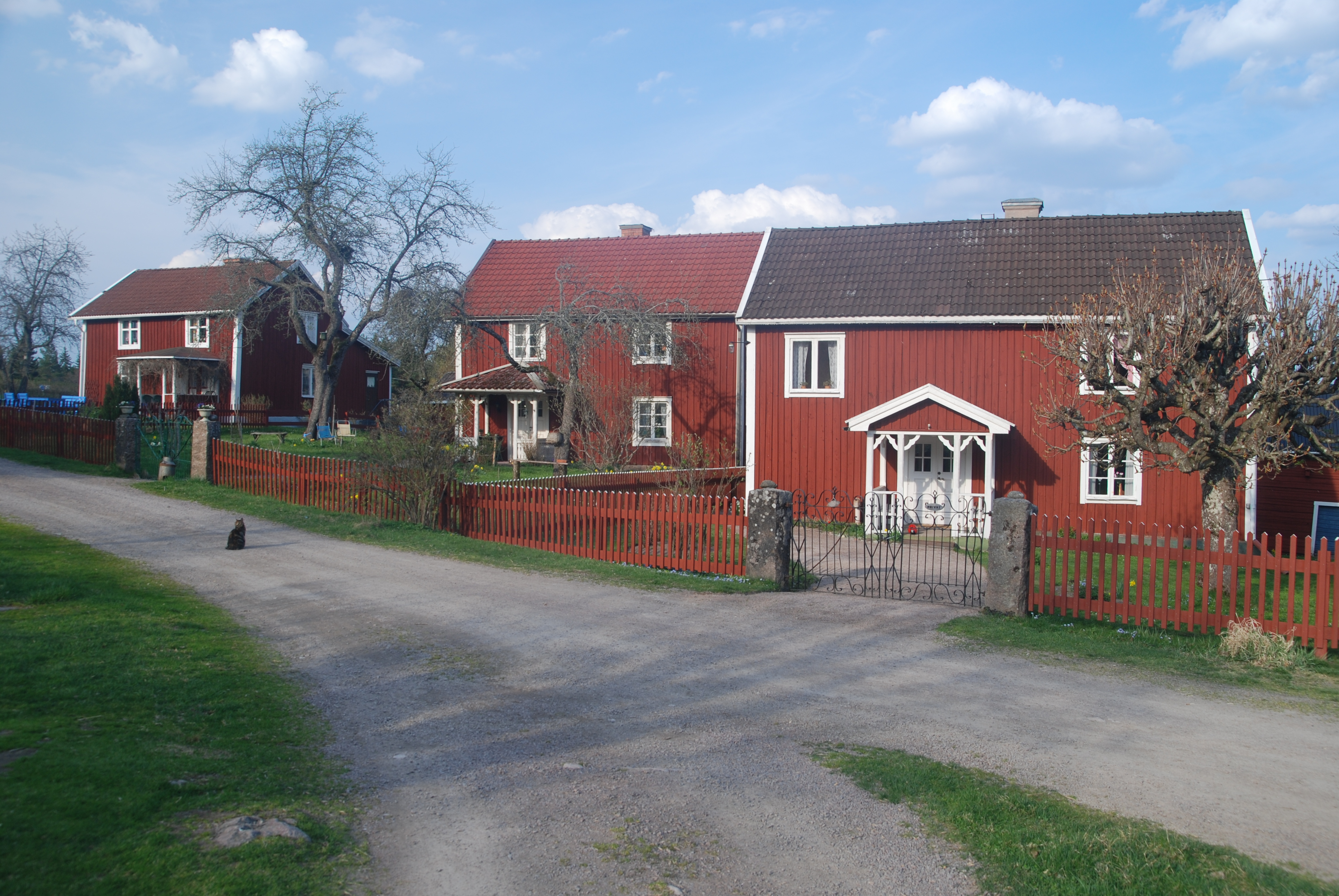
Die Häuser in Sevedstorp, Vorbild für Bullerbü (2009)

Wir Kinder aus Bullerbü ist eine Kinderbuchreihe der schwedischen Autorin Astrid Lindgren, die das idyllische Leben zu Beginn des 20. Jahrhunderts auf dem Land aus der Sicht eines siebenjährigen Mädchens schildert. Der Ortsname, im Original Bullerbyn, bedeutet wörtlich „Lärmdorf“, was nur in manchen Sprachen mitübersetzt wurde, z. B. amerikanisches Englisch.

## Bücher
In drei Büchern werden die Erlebnisse in Bullerbü dargestellt:
- Wir Kinder aus Bullerbü, schwedischer Originaltitel: Alla vi barn i Bullerbyn (1947; übersetzt 1955 von Else von Hollander-Lossow)
- Mehr von uns Kindern aus Bullerbü, schwedischer Originaltitel: Mera om oss barn i Bullerbyn (1949; übersetzt 1955 von Karl Kurt Peters)
- Immer lustig in Bullerbü, schwedischer Originaltitel: Bara roligt i Bullerbyn (1952; übersetzt 1956 von Karl Kurt Peters)

Drei Bilderbücher sind ebenfalls in Bullerbü angesiedelt:
- Weihnachten in Bullerbü, schwedischer Originaltitel: Jul i Bullerbyn (1963; übersetzt 1963 von Silke von Hacht)
- Lustiges Bullerbü, schwedischer Originaltitel: Vår i Bullerbyn (wörtlich „Frühling in Bullerbü“, 1965; übersetzt 1965 von Silke von Hacht)
- Kindertag in Bullerbü, schwedischer Originaltitel: Barnens dag i Bullerbyn (1966; übersetzt 1967 von Silke von Hacht)

## Inhalt
Die Erzählerin, die siebenjährige Lisa, beschreibt ihr Leben und ihre Abenteuer in dem fiktiven kleinen Dorf Bullerbü (schwedisch: Bullerbyn). In Lindgrens Erzählungen besteht das Dorf aus nur drei Höfen, in denen insgesamt sieben Kinder mit ihren Eltern, deren Gesinde und einem Großvater wohnen: Lisa mit ihren älteren Brüdern Lasse und Bosse, die auf dem Mittelhof wohnen; die beiden Schwestern Britta und Inga (letztere heißt im schwedischen Original Anna) vom Nordhof sowie Ole (im Original Olle) und die kleine Kerstin vom Südhof. Die verschiedenen Geschichten spielen in einer kindlich verklärten Welt, in der das Leben auf einem Bauernhof idyllisch dargestellt wird, was auch sprachlich durch Wendungen wie „Oh, wie schön war es doch“ ausgedrückt wird. Trotzdem ist die Darstellung realistisch und es wird nicht geschönt; auch Armut, wie sie sich durch Landstreicher und Lumpensammler ausdrückt, wird erwähnt. Bei den Geschichten handelt es sich mehr oder minder um „Alltagsabenteuer“, wie zum Beispiel Geburtstage, Weihnachten, Ausflüge in die Natur. Die Kinder spielen dabei, abgesehen von kleineren und für das Alter typischen Konflikten zwischen den Jungs und den Mädchen, harmonisch und naturverbunden miteinander. Die Geschichte spielt vermutlich im Schweden zur Zeit der Kindheit der Autorin, die im Jahr 1915 sieben Jahre alt war. Darauf deuten die Dorfschule, eine Lehrerin, die im Schulgebäude wohnt, und das weitgehende Fehlen von Automobilen hin. Am Geburtstag des Großvaters „standen übrigens nur traurige Sachen in der Zeitung, von Krieg und Krieg und wieder Krieg“, wobei Schweden aber (noch) nicht betroffen zu sein scheint. Manche Elemente der Handlung, wie die vornehme Städterin, die am Anfang von Immer lustig in Bullerbü mit ihrer Tochter Monika kurz mit einem Auto bei den drei Höfen auftaucht, stammen aber eher aus späterer Zeit, und durch die Figur des blinden Großvaters wird hin und wieder eine noch härtere, frühere Zeit evoziert.

## Figuren
Lisa ist sieben Jahre alt und lebt im Mittelhof. Sie erzählt die Geschichte aus der Ich-Perspektive. Wenn die Kinder nicht gerade alle zusammen etwas unternehmen, spielt sie meistens mit Britta und Inga oder nur mit Inga allein. Schwestern hat sie keine, was sie sehr schade findet. Als einziges Mädchen mit zwei älteren Brüdern im Mittelhof hat sie ihnen gegenüber gemischte Gefühle. Einerseits mag sie es, mit ihren Brüdern zu spielen, andererseits necken sie Lisa aber auch und sind oft gemein zu ihr. Sie liebt ihr Leben in Bullerbü, während ihr alle Menschen leidtun, die nicht dort leben. Später in der Handlung bekommt sie ein eigenes Lamm, das sie Pontus nennt, nachdem dessen Mutter es nicht richtig ernähren konnte
Lasse ist neun Jahre alt und lebt auf dem Mittelhof. Er und Britta sind die ältesten Kinder in Bullerbü. Lasse unternimmt häufig etwas zusammen mit seinem Bruder Bosse und Ole, während er den Mädchen gegenüber abweisend ist. Meistens spielen sie am Ende der jeweiligen Handlung dann doch zusammen. Durch seine körperliche Überlegenheit ist er fast immer Anführer der jeweiligen Gruppe und bestimmt, was getan wird. Häufig handelt es sich dabei um seine eigenen Ideen, er lässt aber auch die der anderen Kinder zu, wenn er sie gut findet. Er liebt es, den anderen Kindern und insbesondere den Mädchen Streiche zu spielen, oder sie zu erschrecken, was nicht immer gelingt. Dabei kommt er nicht selten auf recht kreative und ausgeklügelte Ideen. Außerdem erzählt er gerne (vermeintlich wahre) Geschichten, wobei nicht klar ist, ob er sich der Unwahrheit mancher dieser Erzählungen bewusst ist. Gerade den Mädchen gegenüber neigt er allerdings auch zum Hochmut und Leichtsinn, wodurch er gelegentlich sich selbst und die anderen in ernste Gefahr bringt.
Bosse ist acht Jahre alt und Lasses jüngerer Bruder. Die beiden teilen sich ein Zimmer im Mittelhof. Sie unternehmen fast alles zusammen. Gegenüber Lasse wirkt er etwas zurückhaltender und orientiert sich deshalb häufig an seinem älteren Bruder. Er liebt Vögel und besitzt eine Sammlung verschiedener Vogeleier. Außerdem hat er eine eigene Henne namens Albertina.
Ole ist acht Jahre alt und lebt zunächst als Einzelkind auf dem Südhof. Später in der Handlung wird seine Schwester Kerstin geboren. Er unternimmt meist etwas mit Lasse und Bosse zusammen, ist aber gegenüber den Mädchen weniger abweisend. Er liebt seine Schwester über alles und ergreift für sie in jeder Situation Partei. Außerdem ist er sehr tierlieb und besitzt einen Hund namens Swipp, den er dem Schuster abgekauft hatte, nachdem dieser sich verletzt hatte.
Kerstin wird im späteren Teil der Handlung geboren. Im Buch befindet sie sich durchgehend im Kleinkindalter und kann noch nicht sprechen, weshalb sie gelegentlich als das sechseinhalbte Kind von Bullerbü bezeichnet wird.
Inga ist wie Lisa sieben Jahre alt und lebt auf dem Nordhof. Sie ist Lisas beste Freundin, weshalb sie fast alles zusammen machen. Sie und ihre Schwester Britta haben einen Großvater, der auch auf dem Nordhof lebt. Er wird von allen Kindern so genannt.
Britta lebt zusammen mit Inga auf dem Nordhof. Sie ist wie Lasse neun Jahre alt. Von allen Kindern in Bullerbü scheint sie die reifste zu sein. Sie ist auch die einzige, die Lasse regelmäßig sowohl verbal als auch geistig ebenbürtig ist, sodass sie gelegentlich seine Streiche durchschaut.

## Hintergrund
Bullerbyn ist dem schwedischen Ort Sevedstorp (gelegen in der Nähe von Vimmerby, in dessen Ortsteil Näs Astrid Lindgren zur Welt kam) nachgezeichnet. In Sevedstorp, woher die Familie ihres Vaters stammt, stehen noch heute die drei Häuser, die das Urbild für die drei Höfe abgegeben haben.
Vieles aus den Büchern ist von Lindgrens eigener Kindheit inspiriert. Beispielsweise wurde die Rattenfarm, die Lasse einmal aus einer alten Tonne baut, auch von Lindgrens älterem Bruder Gunnar aufgestellt. Und auch in der realen Vorlage überstand sie keine Nacht. Generell war Lindgrens älterer Bruder ein Vorbild für die Figur von Lasse.

## Verfilmungen
- 1960: Die Kinder von Bullerbü, TV-Serie; Regie: Olle Hellbom (später zu den zwei Filmen Ein Wiedersehen auf Bullerbü und Die Kinder von Bullerbü zusammengeschnitten)
- 1986: Wir Kinder aus Bullerbü, Film; Regie: Lasse Hallström, mit Linda Bergström (Lisa), Anna Sahlin (Anna/Inga), Ellen Demérus (Britta), Henrik Larsson (Bosse), Harald Lönnbro (Ole), Crispin Dickson (Lasse) und Tove Edfeldt (Kerstin) / Ingwar Svensson (Mittelhof-Anders)
- 1987: Neues von uns Kindern aus Bullerbü

## Hörbücher
- Geschichten aus Bullerbü, gelesen von Manfred Steffen. Enthält die Geschichten: Kindertag in Bullerbü; Lustiges Bullerbü; Weihnachten in Bullerbü. 1 CD. Oetinger Audio. Ungekürzte Lesung. ISBN 9783837304244
- Wir Kinder aus Bullerbü, gelesen von Laura Maire. 2 CDs. Oetinger Audio. Ungekürzte Lesung. ISBN 9783837309188
- Mehr von uns Kindern aus Bullerbü, gelesen von Laura Maire. 2 CDs. Oetinger Audio. Ungekürzte Lesung. ISBN 9783837311051